# وی‌تک
وی‌تک (انگلیسی: VTech) شرکت الکترونیک هنگ کنگی است، که در سال ۱۹۷۶ تأسیس شد.